# Ovunque (Marvel Comics)
Ovunque (Knowhere) è un luogo immaginario dell'Universo Marvel. Si tratta di una stazione e osservatorio interdimensionale. Venne ideato da Dan Abnett e Andy Lanning e apparve per la prima volta in Nova (quarta serie) #8.

## Descrizione
Trovandosi all'interno della testa di un Celestiale morto che fluttua all'estremità dello spazio e del tempo senza una specifica locazione, Ovunque fa da osservatorio universale e porto per viaggiatori intergalattici di qualsiasi specie ed epoca. La stazione è amministrata dal capo della sicurezza Cosmo, un cane cosmonauta parlante dotato di poteri telepatici che si era perduto nello spazio durante gli anni sessanta.
Ovunque contiene anche delle installazioni minori per l'osservazione dell'universo, una sala principale, una piazza del mercato e altre strutture come il bar "Starlin's". Cosmo fornisce anche dei braccialetti che fungono da passaporto che permettono il teletrasporto in qualsiasi parte dell'universo attraverso la corteccia cerebrale del Celestiale, che viene usata anche per individuare delle disgregazioni che avvengono nell'universo. Con l'aiuto di Cosmo e Richard Rider, Ovunque divenne la base operazioni dei Guardiani della Galassia.
Le origini di Ovunque sono sconosciute, non si sa come la testa del Celestiale sia apparsa nei confini dello spazio e del tempo e cosa abbia potuto decapitare un essere dai poteri immensi come il Celestiale. Alcuni sostengono che il dio oscuro Knull abbia creato una spada simbionte e che l'abbia usata per decapitare il celestiale.
Tuttavia Abnet e Lanning hanno detto che l'origine è un mistero che dovrà aspettare per adesso, ma è qualcosa di grosso!. Quello che è sicuro, è che Ovunque sta andando alla deriva ai confini dello spazio e del tempo, e che prima o poi cesserà di esistere.

## Altri media

### Cinema
Ovunque compare nei film del Marvel Cinematic Universe Thor: The Dark World (2013), Guardiani della Galassia (2014), Avengers: Infinity War (2018) e Guardiani della Galassia Vol. 3 (2023). Si tratta della gigantesca testa mozzata di un antico Celestiale deceduto, che funge da pianeta natale della colonia mineraria Exitar, fondata dal Collezionista.